# Ellen Sääw
Ellen Sääw, född 4 mars 1990, är en svensk friidrottare (häcklöpning). Hon tävlade för klubben Stocksäters IF men bytte inför säsongen 2009 till Falu IK.

## Personliga rekord
| Utomhus - 100 meter – 12,27 (Nyköping 4 augusti 2006) - 200 meter – 25,65 (Sollentuna 15 juli 2006) - 100 meter häck – 14,32 (Falun 20 augusti 2010) - 100 meter häck – 14,25 (medvind) (Sollentuna 20 maj 2011) | Inomhus - 60 meter – 7,73 (Örebro 9 januari 2010) - 200 meter – 26,13 (Sätra 25 februari 2006) - 60 meter häck – 8,45 (Sätra 28 februari 2010) |

### Fotnoter
1. ↑  ”Stora inne-SM 2008, resultat” (pdf). mai.se. Arkiverad från originalet den 14 april 2015. https://web.archive.org/web/20150414002300/http://www.mai.se/resultat/resultat_inne-sm_2008.pdf. Läst 11 april 2015.
2. ↑  ”Stora inne-SM 2010 dag 2, resultat”. friidrott.stockholm.se. http://www.friidrott.stockholm.se/ISM2010/Page.asp?PageIdentifier=RESSONDAG. Läst 19 juli 2012.
3. ↑  ”Personsida på European Athletics' webbplats”. european-athletics.org. http://www.european-athletics.org/athletes/group=s/athlete=160019-saaw-ellen/index.html. Läst 21 november 2016.
4. 1 2  ”Tävlingsårsskiftesövergångar 15 november 2008”. friidrott.se. 22 oktober 2008. Arkiverad från originalet den 21 november 2016. https://web.archive.org/web/20161121045327/http://www.friidrott.se/forbundsinfo/overgangar/arsskifte0809.aspx. Läst 21 november 2016.
5. 1 2 3 4 5 6 7  ”Personsida på AllAthletics”. all-athletics.com. Arkiverad från originalet den 21 november 2016. https://web.archive.org/web/20161121174004/http://www.all-athletics.com/node/148803. Läst 21 november 2016.